# Costa Rica EC
Der Costa Rica Esporte Clube, in der Regel nur kurz Costa Rica genannt, ist ein Fußballverein aus Costa Rica im brasilianischen Bundesstaat Mato Grosso do Sul.
Aktuell spielt der Verein in der Staatsmeisterschaft von Mato Grosso do Sul.

## Erfolge
- Staatsmeisterschaft von Mato Grosso do Sul: 2021, 2023

## Stadion
Der Verein trägt seine Heimspiele im Estádio Municipal Laerte Paes Coelho, auch unter dem Namen Laertão bekannt, in Costa Rica aus. Das Stadion hat ein Fassungsvermögen von 5000 Personen.

## Trainerchronik
Stand: 31. Juli 2021
| Trainer                  | Nation            | von             | bis               |
| ------------------------ | ----------------- | --------------- | ----------------- |
| Sérgio Perini            | Brasilien         | 2007            |                   |
| Felício Cunha            | Brasilien         | 2009            |                   |
| Itamar Bernardes         | Brasilien         | 2013            |                   |
| Gilmar Calonga           | Brasilien         | 2014            |                   |
| Gilmar Calonga           | Brasilien         | 2016            |                   |
| Mauro Marino             | Brasilien         | 2016            |                   |
| Márcio Máximo            | Brasilien         | 1. Januar 2017  | 31. Dezember 2018 |
| Chiquinho Lima           | Brasilien         | 2018            |                   |
| Glauber Caldas           | Brasilien         | 2019            |                   |
| Mário Tilico             | Brasilien         | 2019            |                   |
| Cláudio Roberto          | Brasilien         | 1. Januar 2020  | 2. März 2020      |
| Márcio Ribeiro           | Brasilien         | 2020            |                   |
| Ederson Vinicius Freitas | Brasilien         | 2020            |                   |
| Ito Roque                | Brasilien         | 2021            |                   |
| Ito Roque                | Brasilien         | 1. Februar 2022 | 5. April 2022     |
| Edson Júnior             | Brasilien         | 8. April 2022   | 6. Juni 2022      |
| Sandrinho                | Brasilien         | 4. Juli 2022    | ?                 |
| Rogério Henrique         | Brasilien         | 1. Januar 2023  | 5. März 2023      |
| Finazzi                  | Brasilien Italien | 9. März 2023    | 2. Mai 2023       |
| Rodrigo Cascca           | Brasilien         | 19. Januar 2024 | 26. Februar 2024  |
| Gian Rodrigues           | Brasilien         | 8. März 2024    | 14. Mai 2024      |
| Alan George              | Brasilien         | 17. Mai 2024    | 24. Juni 2024     |
| Rogério Henrique         | Brasilien         | 25. Juni 2024   | 26. August 2024   |